# 小舒氏樸麗魚
小舒氏樸麗魚，為輻鰭魚綱鱸形目隆頭魚亞目慈鯛科的其中一種，分布於非洲喬治湖流域，體長可達7.9公分，棲息在沿岸泥底質水域，屬雜食性，生活習性不明。

## 擴展閱讀
維基物種上的相關：小舒氏樸麗魚